# جوشق (مقاطعة دليجان)
جوشق (بالفارسية: جوشق) هي قرية تقع في مركزي في إيران. يقدر عدد سكانها بـ 68 نسمة بحسب إحصاء 2016.